# Kražiai
Kražiai is een plaats in het Litouwse district Šiauliai. De plaats telt 650 inwoners.

## Geschiedenis
Kražiai behoort tot de oudste nederzettingen van Samogitië. De naam van de plaats kwam voor het eerst voor als Crase in een document van koning Mindaugas uit 1257. In dit document stond de koning dit gebied af aan de Duitse Orde. Na de Slag bij Tannenberg werd de plaats weer onderdeel van Litouwen en werd Kražiai het districtscentrum.
In de zestiende eeuw verbleef Catherine Willoughby enige tijd in Kražiai. Het Jezuïtisch college werd begin zeventiende eeuw opgericht.
In 1893 vond er in de plaats een bloedbad plaats dat onderdeel was van de Russificatie van het gebied.